# جون إريكسون (متزلج قفز)
جون إريكسون (بالسويدية: Johan Erikson)‏ هو متزحلق نوردي مزدوج سويدي، ولد في 20 يناير 1985 في فالون في السويد.

## وصلات خارجية
- جون إريكسون على موقع الاتحاد الدولي للتزلج (القفز التزلجي) (الإنجليزية)
- جون إريكسون على موقع اللجنة الأولمبية السويدية (السويدية)